# ویتالی تروش
ویتالی تروش (انگلیسی: Vitaliy Trush؛ زادهٔ ۶ ژوئن ۱۹۹۶) ورزشکار دوگانه اهل اوکراین است.  